# استان سیوداد رئال
سیوداد رئال استانی در مرکز اسپانیا، در جنوب غربی بخش خودمختار کاستیا-لامانچا است.
این استان هم‌مرز با استان‌های کوئنکا، آلباسته، خائن، استان کوردوبا، باداخوس و تولدو است.
مرکز استان شهر سیوداد رئال است.
این استان ۱۰۲ دهستان دارد.